# مدل هایبرید پای
مدل هایبرید پای مدار الکترونیکی معروفی است که برای تحلیل رفتار سیگنال کوچک ترانزیستورها به کار می‌رود. این مدل برای اولین بار در سال ۱۹۶۹ توسط جیاکلتو (به انگلیسی: L.J. Giacoletto) ارائه شد. لازم به ذکر است که مدل‌های دیگری نیز ارائه شده است ولی همچنان این مدل به دلیل سادگی پرکاربردترین است.

## پارامترهای ترانزیستور دو قطبی

مدل هایبرید پای BJT

- ترارسانایی به صورت زیر تعریف می‌شود[۱]:

- {\displaystyle g_{m}={\frac {i_{\mathrm {c} }}{v_{\mathrm {be} }}}{\Bigg |}_{v_{\mathrm {ce} }=0}={\frac {I_{\mathrm {C} }}{V_{\mathrm {T} }}}}

که در آن:
- {\displaystyle I_{\mathrm {C} }\,} جریان نقطهٔ کار کلکتور ترانزیستور است.
- {\displaystyle V_{\mathrm {T} }} ولتاژ گرمایی است که به صورت زیر تعریف می‌شود:(مقدار آن در دمای اتاق حدود ۲۵mV است.)

- {\displaystyle V_{\mathrm {T} }={\begin{matrix}{\frac {kT}{q}}\end{matrix}}}

مدل هایبرید پای کامل

دیگر پارامترهای نشان داده شده در شکل به شکل زیر تعریف می‌شوند:
- {\displaystyle r_{\pi }={\frac {v_{\mathrm {be} }}{i_{\mathrm {b} }}}{\Bigg |}_{v_{\mathrm {ce} }=0}={\frac {\beta _{0}}{g_{m}}}={\frac {V_{\mathrm {T} }}{I_{\mathrm {B} }}}\,}
- {\displaystyle \beta _{0}={\frac {I_{\mathrm {C} }}{I_{\mathrm {B} }}}\,}
- {\displaystyle r_{\mathrm {O} }={\frac {v_{\mathrm {ce} }}{i_{\mathrm {c} }}}{\Bigg |}_{v_{\mathrm {be} }=0}={\frac {V_{\mathrm {A} }+V_{\mathrm {CE} }}{I_{\mathrm {C} }}}\approx {\frac {V_{\mathrm {A} }}{I_{\mathrm {C} }}}}

که {\displaystyle V_{\mathrm {A} }} ولتاژ ارلی است.
- {\displaystyle r_{\mathrm {e} }={\frac {1}{g_{m}}}}.

## پارامترهای ماسفت(اثر میدانی)

مدل هایبرید پای برای MOSFET.

در این مدل برخلاف مدل قبلی  {\displaystyle r_{\pi }} نداریم چراکه بین گیت و سورس، عایق شیشه‌ای وجود دارد و عملاً مانع از ایجاد اتصال الکتریکی شده است.(البته جریان نشتی حدود چند نانوآمپر وجود دارد که در مقایسه با جریان درین کاملاً قابل چشم پوشی است.)
پارامترهای شکل به شکل زیر تعریف می‌شوند:
- {\displaystyle g_{m}={\frac {i_{\mathrm {d} }}{v_{\mathrm {gs} }}}{\Bigg |}_{v_{\mathrm {ds} }=0}}

{\displaystyle \ g_{m}={\begin{matrix}{\frac {2I_{\mathrm {D} }}{V_{\mathrm {GS} }-V_{\mathrm {th} }}}\end{matrix}}}
{\displaystyle \ V_{\mathrm {ov} }=V_{\mathrm {GS} }-V_{\mathrm {th} }}
- {\displaystyle r_{\mathrm {O} }={\frac {v_{\mathrm {ds} }}{i_{\mathrm {d} }}}{\Bigg |}_{v_{\mathrm {gs} }=0}}

{\displaystyle r_{\mathrm {O} }={\begin{matrix}{\frac {1/\lambda +V_{\mathrm {DS} }}{I_{\mathrm {D} }}}\end{matrix}}\approx {\begin{matrix}{\frac {V_{E}L}{I_{\mathrm {D} }}}\end{matrix}}}
که λ مدولاسیون طول کانال نامیده می‌شود و به صورت زیر تعریف می‌شود:
{\displaystyle \lambda ={\begin{matrix}{\frac {1}{V_{E}L}}\end{matrix}}}